# 布日罕特淖日
布日罕特淖日，是位于中国内蒙古自治区呼伦贝尔市陈巴尔虎旗呼和诺尔镇哈日干图嘎查北部的一个湖泊。其位置约在东经118°30′，北纬49°12′。靠近赫尔洪得火车站。布日罕特淖日在蒙古语中的意思是圣湖。